# سيمون باتن
سيمون باتن (بالإنجليزية: Simon Nelson Patten)‏ هو عالم اجتماع واقتصادي أمريكي، ولد في 1 مايو 1852 في ساندويتش في الولايات المتحدة، وتوفي في 24 يوليو 1922 في براونز ميلس في الولايات المتحدة.